# Montclar, Aude
Montclar là một xã thuộc tỉnh Aude, trong vùng Occitanie, Pháp. Xã này có diện tích 11,31 km2, dân số 172 người.
Người dân Montclar tiếng Pháp gọi là Clarimontois.
==Tham khảo==